# Exocet

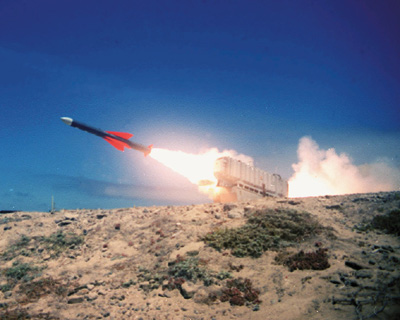
Lancio di un Exocet

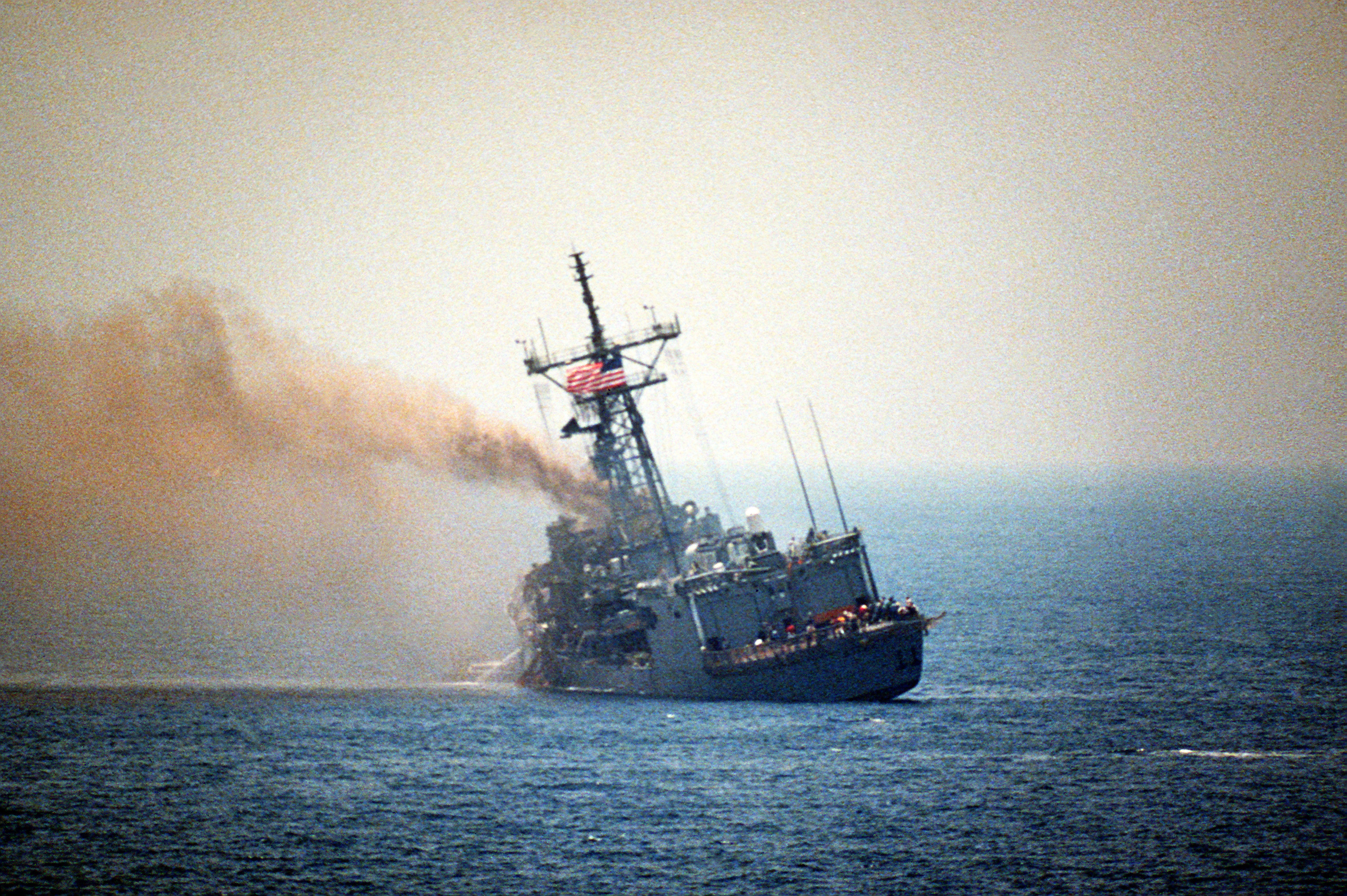
La fregata USS Stark colpita da due Exocet

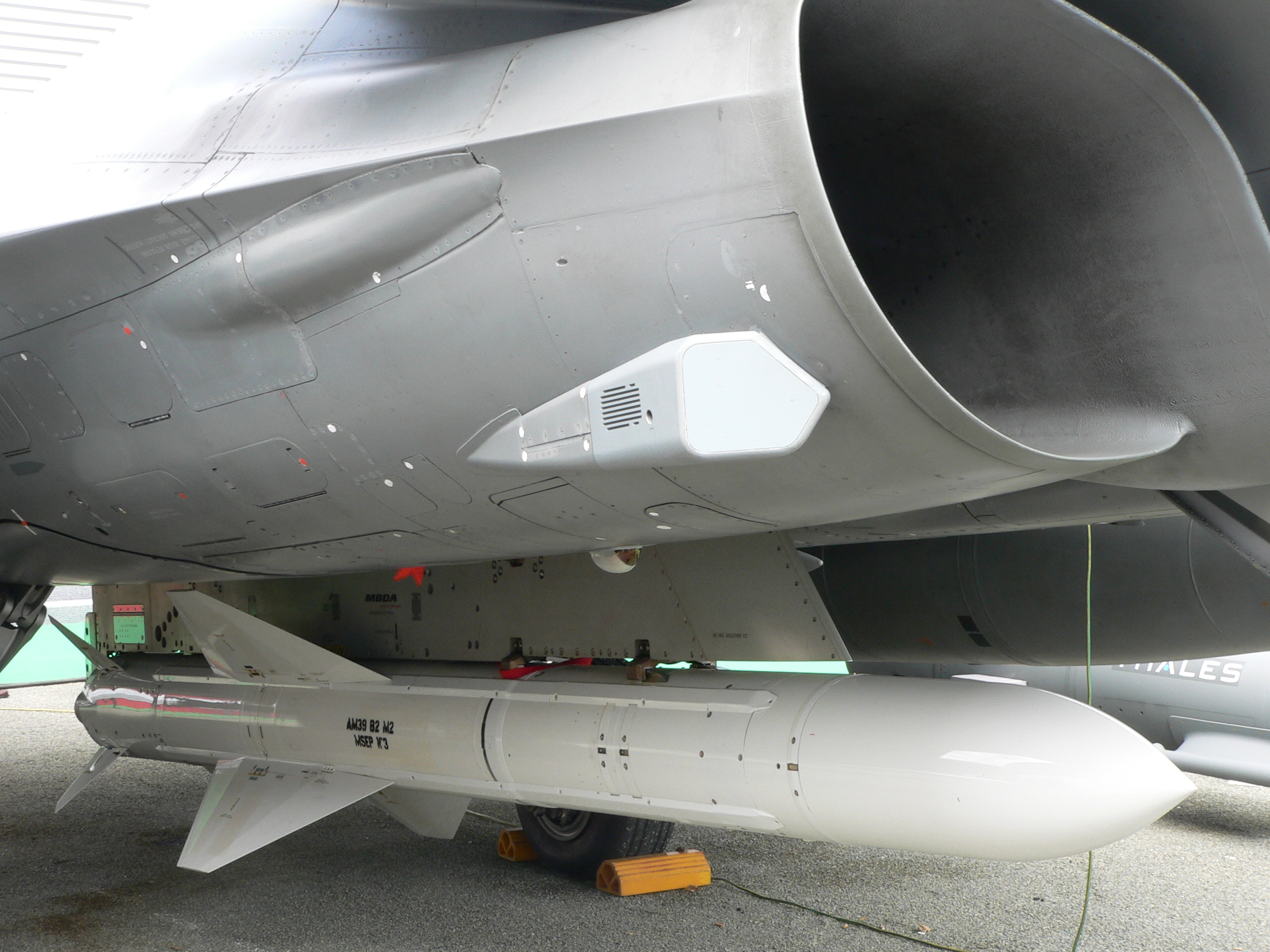
Un Exocet AM39 sotto un Dassault Rafale

L'Exocet è un missile antinave a medio raggio multipiattaforma, sviluppato dall'azienda francese Aérospatiale negli anni settanta e prodotto dal consorzio europeo MBDA.
L'Exocet, disponibile in varie versioni ottimizzate in configurazione superficie-superficie da unità navali e sommergibili e in configurazione aria-superficie da velivoli ad ala fissa, venne utilizzato in numerose azioni belliche durante gli anni ottanta; in particolare i piloti argentini ottennero alcuni brillanti successi durante la guerra delle Falkland. Il nome proviene da una parola francese che descrive i pesci volanti (exocoetidae), che a sua volta ha origine nel greco εξω-κοιτος = "giacendo all'aperto", "dormendo sotto le stelle", definizione applicata al pesce volante perché volando casca sul ponte delle navi, dove poi muore.

## Storia

### Sviluppo
Il suo sviluppo comincia nel 1967 come un missile lanciato dalle navi, con la sigla MM38 (Mer-Mer, ovvero "mare-mare", mentre il numero 38 era riferito alla gittata prevista in km). Nel 1971, il Regno Unito aderì a questo programma, condividendone in tal modo i costi di sviluppo con la Francia. Questo missile entrò in servizio nel 1972, mentre la versione aviolanciata AM39 venne immessa in servizio con la Marine Nationale, la marina militare francese, nel 1979.
Negli anni successivi, ne furono realizzate una variante per impiego da sottomarini (SM39) ed una con gittata maggiorata (MM40).
I maggiori concorrenti dell'Exocet sono l'Harpoon ed i vari missili anti-nave cinesi della serie Yingji.

### Impiego operativo

#### Guerra delle Falkland
Nel 1982, durante la guerra delle Falkland, gli Exocet divennero famosi nel mondo quando gli aerei Super Etendard della Marina Militare Argentina li usarono per colpire la HMS Sheffield della Royal Navy, il 4 maggio, ed affondare la nave di supporto Atlantic Conveyor il 25 maggio. Inoltre un camion argentino modificato lanciò un paio di Exocet MM38 (smontati in precedenza dal cacciatorpediniere ARA Seguí, un esemplare della classe Summer ceduto ai sudamericani dagli Stati Uniti) che danneggiò la HMS Glamorgan il 12 giugno.
L'Argentina sostenne che un attacco combinato Exocet/A-4C Skyhawk, il 30 maggio, avrebbe danneggiato la HMS Invincible. I britannici negarono il fatto.
L'Exocet che colpì la Sheffield, lanciato dal capitano di corvetta Augusto Bedacarratz, impattò il ponte 2-2,4 metri sopra la linea di galleggiamento, vicino alla sala motori di prora, provocando uno squarcio nello scafo di circa 1,2 m per 3 m. I resoconti suggeriscono che l'impatto iniziale del missile distrusse immediatamente i sistemi di bordo per la generazione di elettricità e fratturò i serbatoi dell'acqua, impedendo ai meccanismi antincendio di funzionare efficacemente, condannando così la nave ad essere distrutta dall'incendio. Il missile usato si guadagnò una curiosa forma di rispetto, e il termine "Exocet" entrò nell'uso colloquiale britannico per indicare "un attacco devastante".
L'Exocet che colpì il cacciatorpediniere Glamorgan, lanciato da una installazione costiera, uccise 13 uomini dell'equipaggio, oltre a distruggere l'hangar e l'elicottero Westland Wessex di bordo.
Negli anni successivi alla guerra delle Falkland, venne rivelato che il governo britannico ebbe gravi preoccupazioni circa l'inadeguatezza delle difese anti-missile della marina britannica contro gli Exocet, che avrebbero potuto rovesciare i rapporti di forza a favore dell'Argentina. 
A Londra, venne ipotizzato uno scenario estremamente pessimistico, in cui una o entrambe le portaerei britanniche (HMS Invincible e HMS Hermes) sarebbero potute venir distrutte o messe fuori combattimento da un attacco con armi di questo tipo, rendendo estremamente problematico ogni tentativo ulteriore di riconquistare le Falkland. 
Per contrastare la minaccia rappresentata da questi missili, gli inglesi diedero il via ad una grossa operazione di intelligence per impedire l'acquisto di Exocet al Paese sudamericano. 
Inoltre, la Francia negò al Perù la consegna di AM39, nella convinzione che sarebbero stati successivamente "girati" all'Argentina.

#### Medio Oriente
Si stima che l'Iraq lanciò circa 200 Exocet contro navi iraniane durante la guerra Iran-Iraq, con alterni successi. Spesso, infatti, furono colpite petroliere e altre navi mercantili, ma una gran percentuale di missili non esplose. Le squadre di artificieri statunitensi e britannici recuperarono diverse testate e anche qualche missile completo dalle navi bersagliate.
Il 17 maggio 1987, il pilota di un Mirage F1 iracheno scambiò la fregata statunitense USS Stark per una petroliera iraniana e le sparò contro due Exocet. Entrambi andarono a segno quasi nello stesso punto, nel lato sinistro dello scafo dell'unità: il secondo ordigno, inoltre, penetrò all'interno della nave, esplodendo negli alloggi dell'equipaggio e provocando la morte di 37 marinai, oltre al ferimento di ulteriori 21. La Stark venne danneggiata pesantemente, ma fu salvata dall'equipaggio e riportata in porto per le riparazioni. Si venne poi a sapere che il pilota autore dell'attacco era stato giustiziato, ma successivamente alcuni ufficiali iracheni smentirono la cosa, affermando che in realtà l'uomo era ancora vivo.

## Descrizione tecnica

### Caratteristiche generali
Il missile è progettato per colpire navi da guerra di medie dimensioni. Dal punto di vista tecnico, ha caratteristiche fisiche variabili, dipendenti dalla versione. Comunque, la lunghezza va dai 4,7 ai 5,6 m, con un peso compreso tra i 660 e gli 825 kg.
La struttura è caratterizzata da quattro alette a delta troncato poste circa a metà del corpo del missile, ed ulteriori quattro (sempre a delta, ma con le punte tagliate) mobili, poste nella sezione posteriore. La sua navigazione è a guida inerziale durante le fasi iniziale ed intermedia di volo, con un radar attivo nella parte finale del volo. Il suo motore razzo a propellente solido gli fornisce un raggio massimo di 70 e più km.
Nella versione lanciata da sottomarini, invece, il missile è sistemato, insieme ad un booster per impiego navale, all'interno di una capsula di lancio.
La segretezza dell'Exocet soffrì un colpo alla fine degli anni 1970, quando un civile di Falmouth in Cornovaglia (Inghilterra), accidentalmente e indipendentemente duplicò il sistema di navigazione degli Exocet e, nonostante l'ordine del Patents Office di mantenerlo segreto, lo vendette al pubblico come un sistema di navigazione per piccole imbarcazioni chiamato Lokata.
La produzione complessiva, includendo tutte le versioni, ammonta ad oltre 3.500 esemplari dagli inizi dagli anni settanta.

### Riepilogo delle versioni
Complessivamente, gli Exocet sono stati costruiti in quattro versioni principali:
- MM38: missile antinave mare-mare, per impiego da unità navali e da batterie costiere[3]. L'YJ-8 è la versione cinese o una copia modificata del MM38, anche se i due missili condividono un identico profilo operativo.
- AM39: missile antinave aria-mare, utilizzabile da aerei ed elicotteri. Più piccolo rispetto alla versione base, ha una gittata maggiore per il fatto di essere lanciato da piattaforme volanti, che viaggiano a velocità elevate[3];
- SM39: missile antinave sottomarino-mare, versione per l'impiego da sottomarini. Rispetto all'MM38, variano le superfici di controllo. Questo missile viene lanciato fuori dall'acqua grazie ad un apposito meccanismo, e successivamente avviene l'accensione dei motori[3];
- MM40: missile antinave mare-mare, evoluzione dell'MM38. Ha una gittata maggiore, dovuta al motore più grande[3]. L'ultima versione è l'MM40 Block 3.

In generale, comunque, la configurazione di base è sempre quella dell'MM38. Le caratteristiche tecniche delle singole versioni sono riportate nella tabella seguente.
| Nome | Larghezza (m) | Lunghezza (m) | Peso totale (kg) | Peso testata (kg) | Raggio (km) |
| ---- | ------------- | ------------- | ---------------- | ----------------- | ----------- |
| MM38 | 1             | 5,2           | 735              | 165               | 42          |
| AM39 | 1             | 4,68          | 660              | 165               | 75          |
| SM39 | 0,35          | 4,69          | 655              | 165               | 50          |
| MM40 | 1             | 5,64          | 825              | 165               | 70          |

La ditta costruttrice, comunque, ha realizzato una versione particolarmente perfezionata dell'MM40, la Block 3, con un raggio d'azione portato a 180 km, grazie all'uso di un motore turbojet, similare al motore utilizzato dal missile antinave franco/italiano OTOMAT. Compatibile con i lanciatori per gli MM40 delle precedenti versioni, è stato ordinato dalla Marine Nationale francese per le nuove fregate FREMM.
I tiri di qualificazione di questo nuovo sistema d'arma si sono conclusi con successo nell'aprile 2007.

## Utilizzatori

### Attuali
- Argentina
  - Armada de la República Argentina - MM38, MM40 ed AM39
- Bulgaria
- Brasile
  - Marinha do Brasil - MM38, MM40 Block 2 ed AM39
- Cile
  - Armada de Chile - MM38, AM39 ed SM39
- Colombia
- Cipro - MM40
- Ecuador - MM40
- Egitto - AM39, MM38 ed MM40
- Francia
- Germania
  - Deutsche Marine
- Grecia - MM38, MM40 Block 2/3, AM39
- Indonesia - MM38, MM40 Block 2, MM40 Block 3
- Iran
- Iraq
- Kuwait
- Libia
- Malaysia
  - Tentera Laut Diraja Malaysia
- Marocco
  - Marine royale - MM38, MM40 Block 2/3
  - Aeronautica militare del Marocco - AM39
- Oman
- Pakistan
  - Pakistani Behria - SM39 ed AM39
  - Pakistani Fida'iyye - AM39
- Perù
  - Marina de Guerra del Perú
- Qatar
- Sudafrica
- Thailandia
- Turchia - MM38
- Emirati Arabi Uniti
- Uruguay
- Venezuela
  - Aviación Militar Venezolana - AM39
- Corea del Sud
  - Daehanminguk Haegun

### Passati
- Belgio
  - Composante Maritime de l'armée belge
- Regno Unito
  - Royal Navy
- Georgia

## Nel cinema
Nel film Top Gun, il comandante della portaerei americana afferma che gli aerei da caccia sovietici che i piloti degli F-14 stanno per intercettare sono armati con missili antinave Exocet, destinati a colpirla; in realtà, gli Exocet non sono mai stati a disposizione nell'arsenale dell'URSS e neanche in quello russo.